# Goetheanum

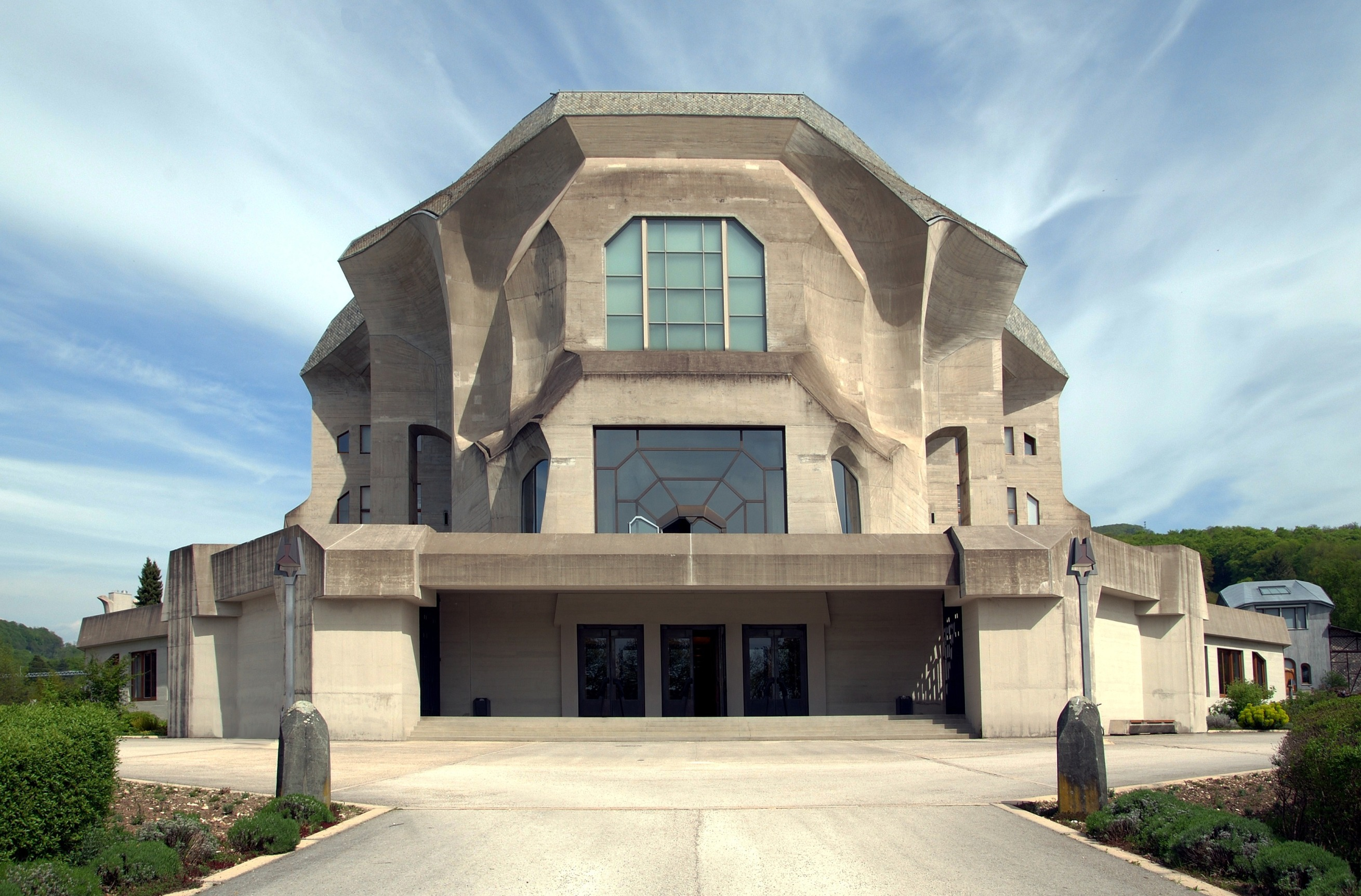
Vista frontal (desde el oeste) del segundo Goetheanum

El Goetheanum, situado en Dornach (cerca de Basilea), Suiza, es el centro mundial del movimiento antroposófico. Llamado en honor a Johann Wolfgang von Goethe, contiene dos salas de actuaciones (1500 asientos), espacios de exposiciones y lectura, una biblioteca, una tienda de libros y espacios administrativos para la Sociedad Antroposófica. Los edificios vecinos contienen las instalaciones educativas y de investigación de la Sociedad. Varias veces al año se realizan conferencias sobre temas de interés general. También se celebran con frecuencia conferencias de especialistas para profesores, agricultores, médicos, terapeutas, y otras profesiones. El Goetheanum está abierto a los visitantes siete días a la semana y ofrece varias visitas diariamente.

## Primer Goetheanum

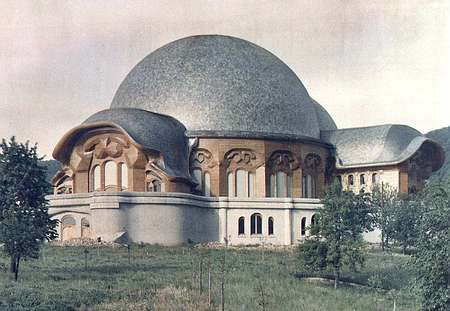
El Primer Goetheanum

El Primer Goetheanum, una estructura de madera y hormigón diseñada por Rudolf Steiner, fue uno de los diecisiete edificios que diseñó y supervisió Steiner entre 1908 y 1925. Fue concebido como un Gesamtkunstwerk (la síntesis de diversos medios artísticos y efectos sensoriales), impregnado de importancia espiritual. Comenzado en 1913 para albergar los eventos anuales de teatro en verano de la Sociedad Antroposófica, rápidamente se convirtió en el centro de una pequeña colonia de buscadores espirituales situada en Dornach en torno a Steiner. Numerosos artistas visuales contribuyeron al edificio: los arquitectos crearon una extraña estructura de madera con dos cúpulas sobre una base curva de hormigón, las vidirieras añadían color al espacio, los pintores decoraron el techo con motivos de la evolución humana, y los escultores tallaron bases de columnas, capiteles y arquitrabes con imágenes de metamorfosis. 
Ya durante la construcción, músicos, actores y artistas del movimiento comenzaron a interpretar una gran variedad de piezas en un taller vecino. Cuando se completó el salón del Goetheanum, en 1919, estas actuaciones se trasladaron al escenario situado bajo la cúpula más pequeña del Goetheanum. El auditorio se situaba bajo la cúpula mayor.
El edificio fue destruido por un incendio provocado en la Nochevieja del 31 de diciembre de 1922 al 1 de enero de 1923.

## Segundo Goetheanum

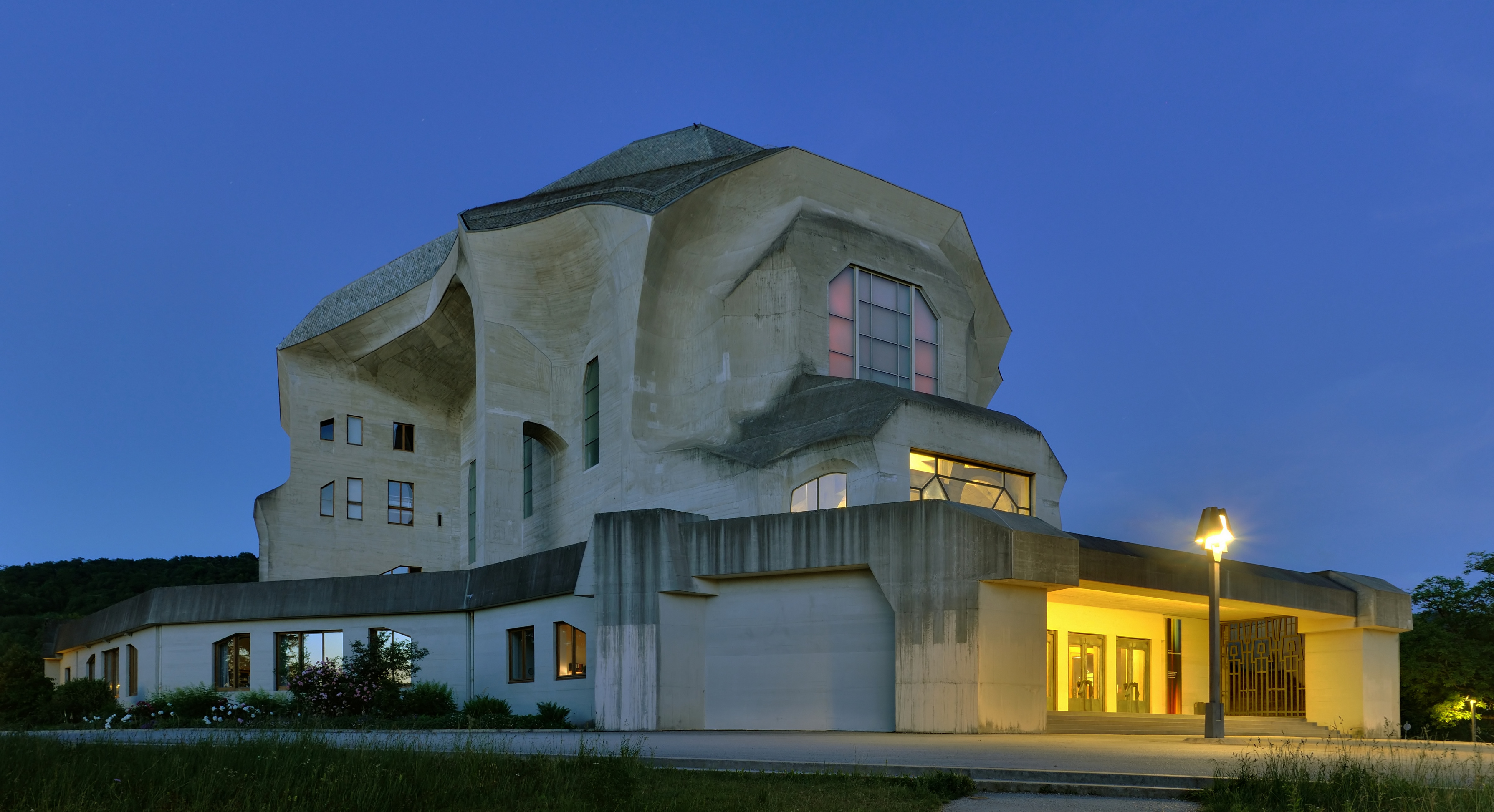
Los lados oeste y norte del Segundo Goetheanum al atardecer

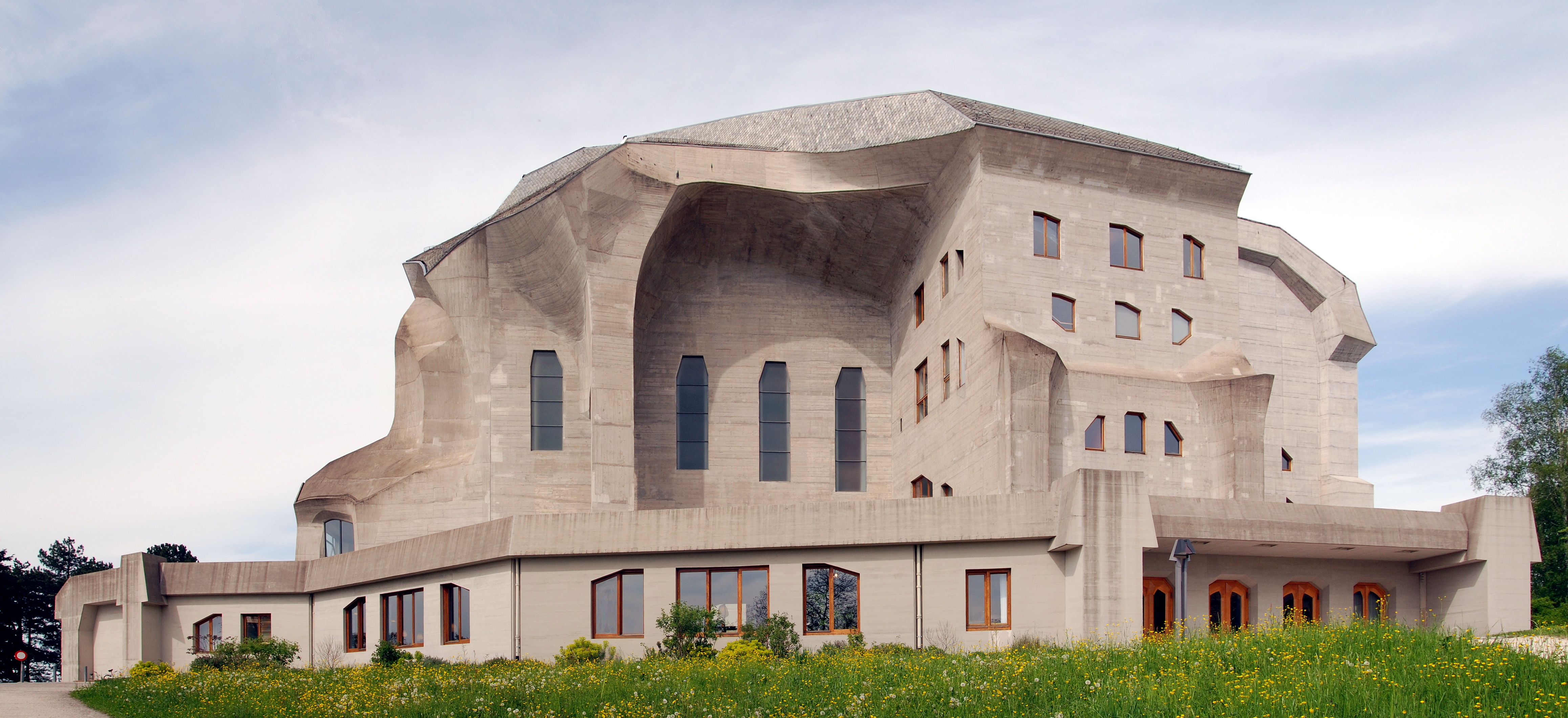
El lado sur del Segundo Goetheanum

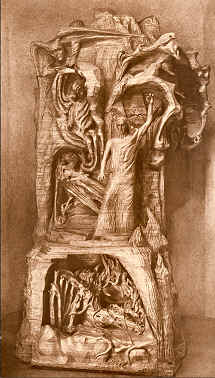
El Representante de la Humanidad (en el centro), con Lucifer y Ahriman (arriba y abajo).

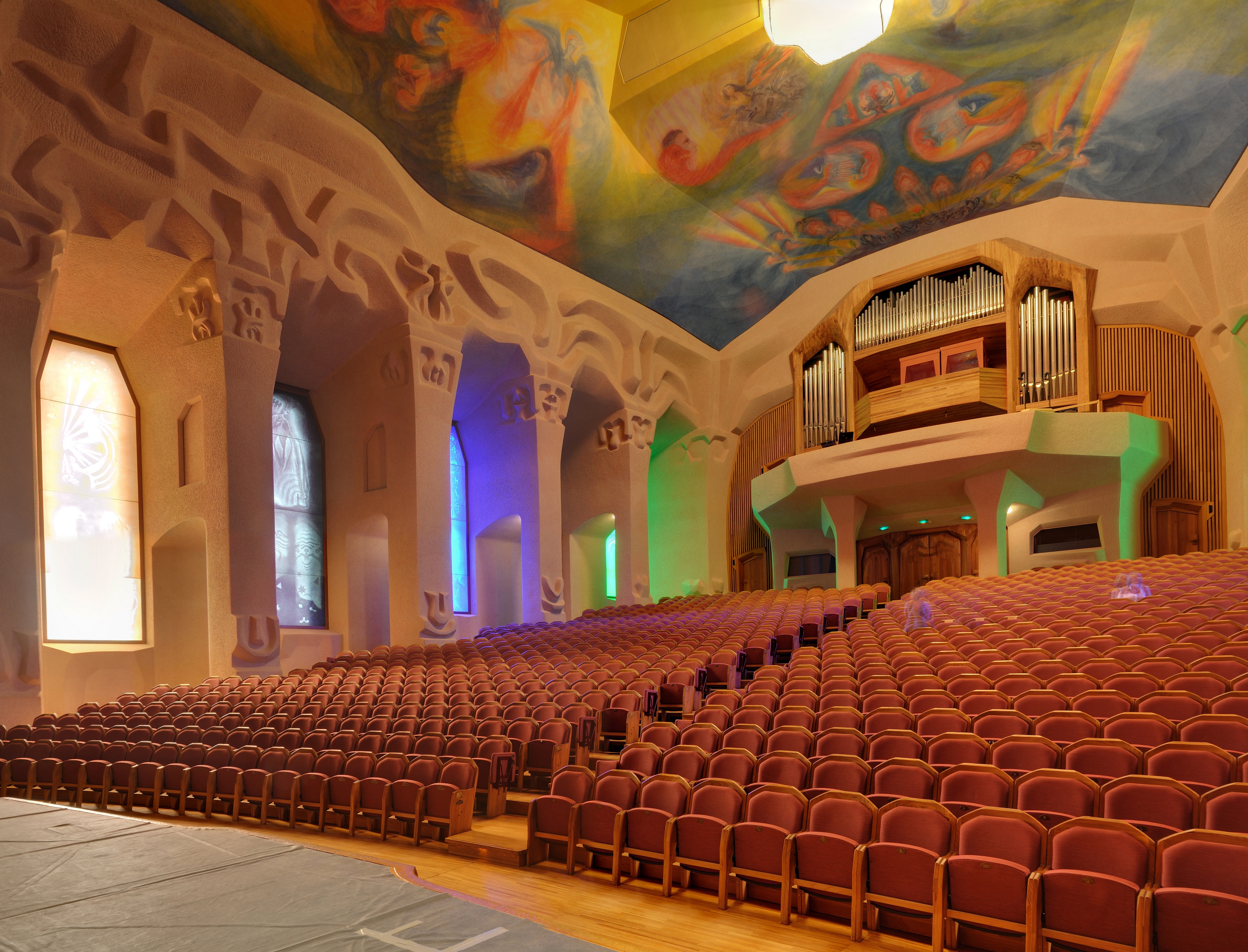
Sala de actuaciones, mostrando columnas talladas, vidrieras y techo pintado

En 1923, Steiner diseñó un edificio para sustituir al original. Este edificio, conocido como el Segundo Goetheanum, se construyó completamente de hormigón. Comenzado en 1924, el edificio no se completó hasta 1928, tras la muerte del arquitecto. Representa un uso pionero de hormigón visto en arquitectura y se le ha concedido estatus protegido como un monumento nacional suizo. El crítico de arte Michael Brennan ha llamado al edificio "una verdadera obra de arte de la arquitectura expresionista del siglo XX".
El actual Goetheanum contiene un auditorio de 1000 asientos, actualmente centro de una activa comunidad artística que realiza actuaciones de su compañía de teatro y grupos de euritmia así como artistas de visita de todo el mundo. A mediados de la década de 1950 y a finales de la de 1990 se realizaron remodelaciones completas del auditorio central. Las vidrieras en el edificio actual provienen de la época de Steiner; el techo pintado y las columnas esculturales son réplicas o reinterpretaciones contemporáneas de los del Primer Goetheanum.
En una galería se encuentra una estatua de madera de nueve metros de altura, El Representante de la Humanidad, de Edith Maryon y Rudolf Steiner.

## Principios arquitectónicos
La arquitectura de Steiner se caracteriza por una liberación de las limitaciones arquitectónicas tradicionales, especialmente mediante la eliminación del ángulo recto como base para el plano del edificio. En el primer Goetheanum lo consiguió en madera, usando constructores de barcos para realizar sus formas redondeadas. En el segundo Goetheanum usó el hormigón para conseguir formas escultóricas a escala arquitectónica. El uso de hormigón para conseguir formas orgánicas expresivas fue una innovación en aquella época; en los dos edificios, Steiner buscó crear formas expresivas espiritualmente.
Steiner sugirió que había obtenido las formas esculturales del primer Goetheanum del mundo espiritual, en lugar de imitar formas del mundo físico o mediante teorización abstracta.

### Edificios adicionales
Steiner diseñó aproximadamente otras 12-13 estructuras construidas, principalmente en Dornach y sus alrededores, como la Casa de Cristal, que contiene la Escuela de Ciencias Espirituales. Steiner es uno de los pocos arquitectos importantes que no fue nunca alumno de otro arquitecto importante.
Entre los arquitectos que han visitado y alabado el Goetheanum están Henry van de Velde, Frank Lloyd Wright, Hans Scharoun y Frank Gehry.